# Ренкур
Ренку́р (фр. Raincourt) — коммуна во Франции, находится в регионе Франш-Конте. Департамент — Верхняя Сона. Входит в состав кантона Жюсе. Округ коммуны — Везуль.
Код INSEE коммуны — 70436.

## География
Коммуна расположена приблизительно в 290 км к юго-востоку от Парижа, в 70 км севернее Безансона, в 34 км к северо-западу от Везуля.
На востоке коммуны протекает река Аманс, а также её небольшой приток — река Ревийон (фр. Révillon).

## Население
Население коммуны на 2010 год составляло 126 человек.
| 1962 | 1968 | 1975 | 1982 | 1990 | 1999 | 2010 |
| ---- | ---- | ---- | ---- | ---- | ---- | ---- |
| 198  | 204  | 194  | 149  | 124  | 136  | 126  |

## Администрация
| Период | Период | Фамилия        | Партия | Примечания |
| ------ | ------ | -------------- | ------ | ---------- |
| 1959   | 1971   | Юбер Гуссе     |        |            |
| 1971   | 1997   | Анри Барберо   |        |            |
| 1997   | 2001   | Шарль Перни    |        |            |
| 2001   | 2008   | Жан Дель       |        |            |
| 2008   | 2014   | Реймон Мартель |        |            |

## Экономика

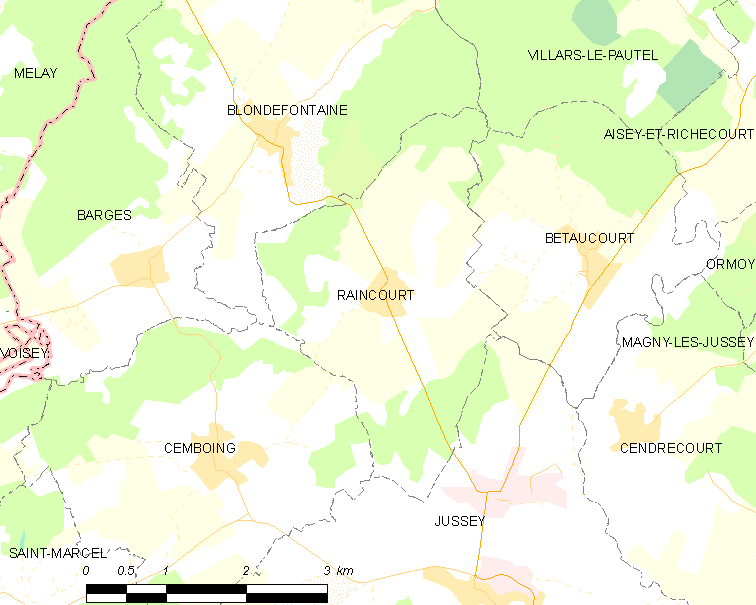
Карта коммуны

В 2010 году среди 70 человек трудоспособного возраста (15—64 лет) 43 были экономически активными, 27 — неактивными (показатель активности — 61,4 %, в 1999 году было 71,8 %). Из 43 активных жителей работали 35 человек (19 мужчин и 16 женщин), безработных было 8 (5 мужчин и 3 женщины). Среди 27 неактивных 4 человека были учениками или студентами, 9 — пенсионерами, 14 были неактивными по другим причинам.